# 안문숙
안문숙(安文淑, 1962년 7월 16일~)은 대한민국의 배우이다. 광주광역시 출생으로, 1981년 미스 롯데 선발 대회에 입상하였으며, 1982년 KBS 8기 공채 탤런트로 정식 데뷔하였다.

## 학력
- 광주수창초등학교(졸업)
- 광주동성여자중학교(졸업)
- 광주여자상업고등학교(졸업)

## 사생활
2012년에는 자신이 지난 2008년 12월에 초기 성향 검진 과정 결과 불필요한 뇌세포가 퇴화한다는 소위 부분적 뇌사 판정을 받은 적이 있다고 말한 적이 있다.

## 출연작

### TV 드라마
- SBS 드라마스페셜 《너의 목소리가 들려》(2013년)
- SBS 드라마스페셜 《싸인》 ... 홍숙주 역(2011년)
- tvN 개국 기념 드라마 《하이에나》(2006년)
- SBS 드라마스페셜 《돌아와요 순애씨》 ... 조대숙 역(2006년)
- KBS2 월화드라마 《귀여운 여인》(2001년)
- MBC 월요시트콤 《세 친구》 ... 안문숙 역(2000년)
- MBC 토요시트콤 《아니 벌써》(1998년)
- SBS 정치 대하드라마  《삼김시대》 ... 노소영 역(1998년)
- 드라마넷 시트콤 《리조트》(1997년)
- MBC 청춘시트콤 《남자 셋 여자 셋》(1997년)
- SBS 일일시트콤 《아빠는 시장님》(1996년)
- SBS 일일시트콤 《LA아리랑》(1995년) ... 전라북도 전주 출신의 샌타 모니카 한국 교민 미술 강사 소니아 박(박지유) 역으로 한인 라디오 방송 목소리 출연(카메오 단역)
- KBS2 일요아침드라마 《개성시대》(1995년)
- SBS 일일시트콤 《오박사네 사람들》(1993년)
- KBS1 일일연속극 《들국화》(1993년)
- MBC 단막극 《MBC 베스트극장》(1992년)
- KBS2 주간드라마 《가족》(1991년)
- KBS1 일일연속극 《서울 뚝배기》 ... 장만숙 역(1991년)
- MBC 대하드라마 《대원군》 ... 고종 측실 상궁 염씨 역(1990년)
- KBS1 대하드라마 《토지》 ... 임이 역(1988년)
- KBS2 드라마 《TV 손자병법》(1987년)
- KBS1 대하드라마 《이화》(1987년)
- KBS2 주간드라마 《큰형수》 ... 용자 역(1987년)
- KBS2 주말연속극 《그대의 초상》(1986년)
- KBS2 캠페인드라마 《즐거운 우리집》(1985년)
- KBS1 청춘드라마 《고교생 일기》 ... 공은경 역(1983년)
- KBS1 일일드라마 《보통 사람들》(1982년)

### 영화
- 《구세주 2》 ... 구세주 역(2009년)
- 《최후의 만찬》 ... 카페 주인 역(2003년)
- 《보스 상륙 작전》 ... 유황불 역(2002년)
- 《청춘시대》 ... 용숙 역(1988년)
- 《불씨》(1987년)
- 《내사랑 짱구》(1985년)
- 《사랑만들기》(1983년)

### 마당놀이
- 《뺑파게이트》 ... 뺑파 역(2018년)

### 연극
- 《추월색》

### 뮤지컬
- 《아가씨와 건달들》

### TV 프로그램
- 1988년 KBS 《젊음의 행진》
- 1990년 KBS 《한바탕 웃음으로》
- 1990년 MBC 《토요일 토요일은 즐거워》
- 1990년 MBC 《일요일 일요일 밤에》
- 1991년 MBC 《우정의 무대》
- 1992년 MBC 《특종 TV 연예》
- 1993년 KBS 《젊음의 행진》
- 1994년 MBC 《선택 토요일이 좋다》
- 1994년 MBC 《오늘은 좋은날》
- 1994년 MBC 《TV 청년내각》
- 1994년 SBS 《코미디 전망대》
- 1995년 SBS 《기쁜 우리 토요일》
- 1995년 KBS2 《생방송 아침을 달린다 - 토요 특집》
- 1995년 DTV 《남과 여... 그리고 성》 - 고정 패널
- 1995년 KBS2 《가족오락관》 - 패널
- 1996년 KBS1 《체험 삶의 현장》
- 1996년 KBS2 《도전 지구 탐험대》
- 1999년 KBS2 《슈퍼TV 일요일은 즐거워》 - 도전 여걸 파이브 코너
- 2000년 KBS2 《가족오락관》 - 패널
- 2003년 KBS2 《비타민》
- 2009년 MBC 《세바퀴》
- 2014년 KBS2 《가족의 품격 풀하우스》
- 2014년 JTBC 《님과 함께》
- 2015년 JTBC 《님과 함께 2 - 최고의 사랑》
- 2015년 TV조선 《제주도 살아보기》
- 2015년 MBN 《전국제패》
- 2016년 TV조선 《인생 다큐 마이 웨이》
- 2022년 KBS 《박원숙의 같이 삽시다》시즌 3

### 라디오 프로그램
- 2004년 TBS 교통방송 《안문숙의 네시를 잡아라》
- 2007년 KBS 해피FM 《안문숙의 네시엔》
- 2016년 EBS FM 《EBS 책 읽는 라디오 낭독 시리즈》

### TV 광고
- 1995년 농심 콩고물
- 1998년 보령메디앙스 지에닉
- 2000년 삼성물산 두밥 - 윤다훈, 정웅인과 함께 출연
- 2000년 전자랜드 (에스와이에스리테일) - 김형일과 함께 출연
- 2000년 크라운제과 참쌀
- 2001년 동화약품 판콜
- 2001년 롯데칠성음료 모메존 - 안연홍과 함께 출연
- 2002년 빙그레 키스베리 - 정다빈과 함께 출연
- 2007년 명인제약 이가탄
- 2018년 뺑파게이트

### 뮤직비디오
- 2000년 주영훈 - Man

## 기타

### 저서(수필)
- 《니 덕에 산다 문시가》(2008년)

### 앨범
- 《불 좀 켜주세요》(1994년)